# アラファト (ヌアクショット)
アラファト（アラビア語: عرفات）は、モーリタニアの都市である。南ヌアクショット州の州都である。